# AGM-28 Hound Dog

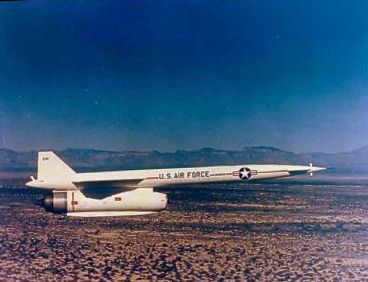
North American AGM-28 Hound Dog

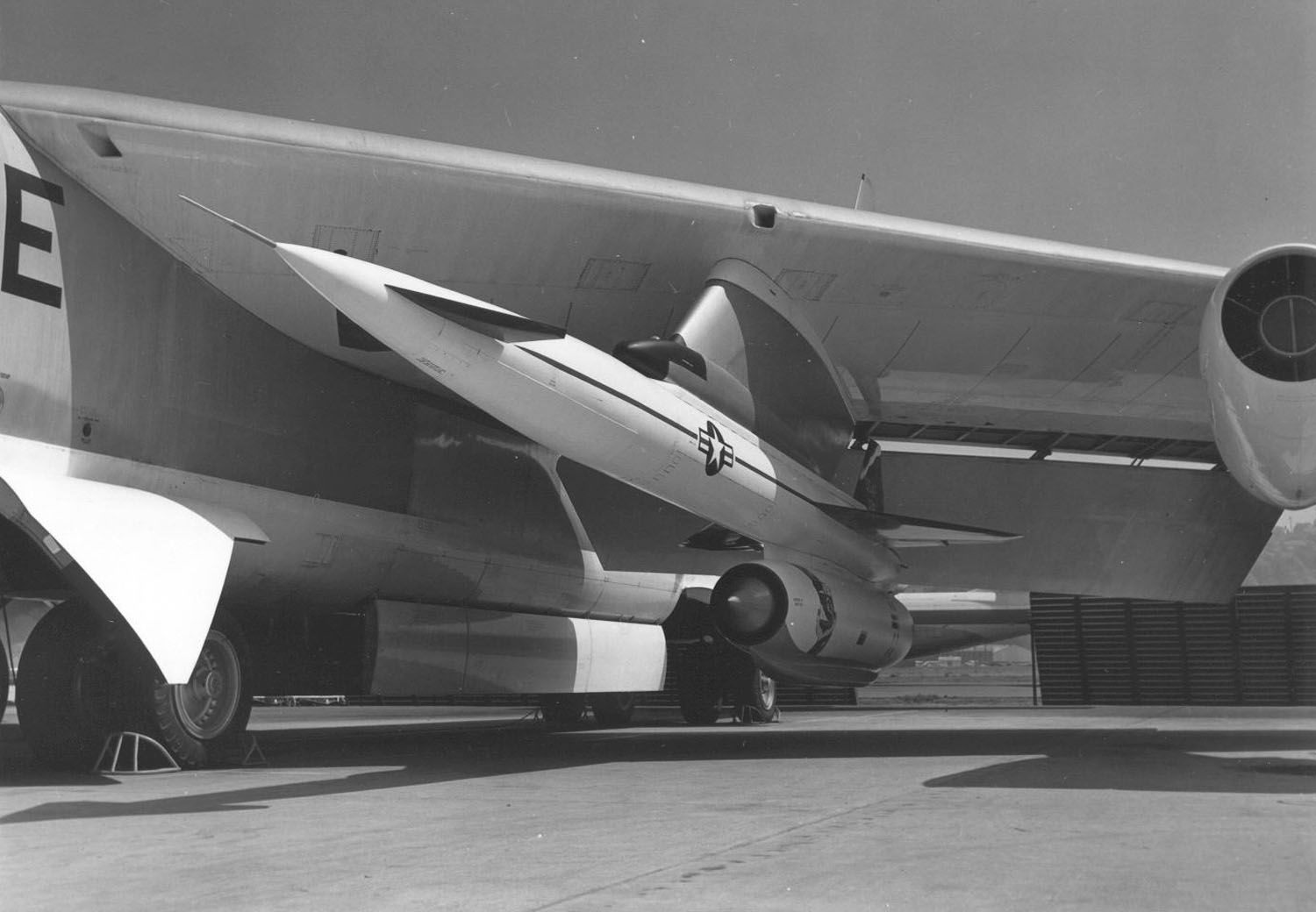
AGM-28 gemonteerd voor inzet

De North American GAM-77 (later AGM-28 Hound Dog) was de eerste offensieve kruisvluchtbewapening van de bommenwerpers van het Amerikaanse Strategic Air Command (SAC). Het was het eerste tijdens een vlucht te lanceren kruisvluchtwapen dat als USAF-hoofdbewapening diende en hij werd meegevoerd onder de vleugels van de B-52 Stratofortress-bommenwerpers. Het wapen kreeg zijn naam door het in die tijd zeer populaire lied van Elvis Presley "You Ain't Nothing But a Hound Dog".
De B-52-missie bestond uit het aanvallen en vernietigen van vijandelijke Sovjet luchtverdediging zoals vliegbases, communicatiecentra en raketafweereenheden, zodat andere bommenwerpers hun doelen gemakkelijker konden uitschakelen.
Het laatste kruisvluchtwapen van dit type werd na 13 jaar operationele dienst in 1975 uitgefaseerd; 3 jaar later waren ze, op enkele exemplaren na, vernietigd. Er waren 750 stuks bij de USAF operationeel.
| Technische specificaties | AGM-28 Hound Dog                     |
| ------------------------ | ------------------------------------ |
| Lengte                   | 13 m                                 |
| Grootte van de vinnen    | 3,66 m                               |
| Diameter                 | 0,75 m                               |
| Gewicht                  | 4500 kg                              |
| Motor                    | Pratt & Whitney J52-P-3-turbojet     |
| Brandstof                | vloeibaar                            |
| Totaal afgeleverd        | 750 stuks                            |
| Maximumsnelheid          | mach 2,1                             |
| Bereik                   | 1100 km                              |
| Lading                   | W-28 thermonucleair, 1,1 megaton TNT |

## Geschiedenis
In 1956 besloot de USAF dat alle nieuwe B-52 Stratofortress-bommenwerpers moesten worden voorzien van de optie voor het gebruik van een nucleaire stand-off-langeafstandsraket. Hiermee zou het vliegen boven zwaar verdedigde gebieden zoveel mogelijk worden vermeden en werd het aanvalsrisico eveneens verminderd.
In 1957 stond dit project bekend als Wapensysteem 131B. Het ontwerp van de firma North American werd in 1957 verkozen onder de aanduiding GAM-77.
De eerste vrije vlucht van een XGAM-77 Hound Dog-prototype was in 1958 en de eerste volledig geleide vlucht in 1959.
De GAM-77 Hound Dog werd vanaf de productielijn in 1959 operationeel verklaard. Dat dit allemaal nogal snel verliep, was te danken aan het feit dat er voornamelijk van reeds bestaande componenten gebruik werd gemaakt. Het canard/delta-ontwerp was al bekend van de experimentele toestellen North American X-10 en XMS-64 Navaho. Slechts de Pratt & Whitney J52-motor en de in het wapen gemonteerde waterstofbom W-28 als springkop waren nieuwe ontwikkelingen.
De GAM-77 was een door een turbojet aangedreven in de vlucht te lanceren kruisvluchtwapen. Als inzetmiddel fungeerde de B-52G/H Stratofortress. Deze toestellen waren in staat om elk twee Hound Dogs onder de vleugels te vervoeren.
De Hound Dog had zijn eigen traagheidsnavigatiesysteem, dat voor de lancering continu van de nieuwste gegevens werd voorzien door de Kollsman KS-120 astrotrackers die in de lanceerpylons waren gemonteerd. Dit navigatiesysteem kon ook door de bemanning van de B-52 zelf worden gebruikt als hun eigen systeem om de een of andere reden was beschadigd of niet meer werkte.
De Pratt & Whitney J52-turbojetmotor verbruikte dezelfde vloeibare brandstof als de motoren van de B-52; daarom werd de Hound Dog altijd leeg onder een B-52 gehangen en pas na het opstijgen vanuit de tanks van de bommenwerper gevuld. De B-52 zelf werd tijdens een missie een of meerdere keren met bijtanken in de lucht van nieuwe brandstof voorzien.
Vanaf juni 1963 werden de GAM-77 en GAM-77A aangeduid als de AGM-28A en AGM-28B. Oorspronkelijk zou de Hound Dog medio jaren 60 van de 20e eeuw worden vervangen door de AGM-48 Skybolt ALBM (Air-Launched Ballistic Missile). Dit werd echter afgekeurd door het Amerikaans Congres en de AGM-28's bleven daardoor nog tien jaar extra in dienst, totdat zij ten slotte werden opgevolgd door de nieuwe Boeing AGM-69A SRAM.